# Хекендорф
Хекендорф (њем. Höckendorf) општина је у њемачкој савезној држави Саксонија. Једно је од 41 општинског средишта округа Зексише Швајц-Остерцгебирге. Према процјени из 2010. у општини је живјело 3.003 становника. Посједује регионалну шифру (AGS) 14628180.

## Географски и демографски подаци
Хекендорф се налази у савезној држави Саксонија у округу Зексише Швајц-Остерцгебирге. Општина се налази на надморској висини од 376 метара. Површина општине износи 36,6 km². У самом мјесту је, према процјени из 2010. године, живјело 3.003 становника. Просјечна густина становништва износи 82 становника/km².